# IC 555
IC 555 est une galaxie lenticulaire située dans la constellation du Lion à environ 311 millions d'années-lumière de la Voie lactée. Elle a été découverte par l'astronome français Stéphane Javelle en 1892. Certaines sources, indiquent que les galaxies IC 554 et IC 555 sont une même galaxie. Ce n'est pas l'avis du professeur Seligman qui soutient que IC 544 est un objet inexistant ou perdu observé par Lewis Swift.
Les galaxies IC 555 et NGC 2958 sont dans la même région du ciel et selon l'étude réalisée par Abraham Mahtessian, elles forment une paire de galaxies.